# Pozorrubio, Pangasinan
Pozorrubio là một đô thị hạng 2 ở tỉnh Pangasinan, Philippines. Theo điều tra dân số năm 2007, đô thị này có dân số 63.689 người trong 11.288 hộ.

## Barangay
Pozorrubio được chia thành 34 barangay.
| - Alipangpang - Amagbagan - Balacag - Balagot - Banding - Bantugan - Batakil - Bobonan - Buneg - Cablong - Casanfernandoan - Castaño - Dilan | - Don Benito - Haway - Imbalbalatong - Inoman - Laoac - Maambal - Malasin - Malokiat - Manaol - Nama - Nantangalan - Palacpalac | - Palguyod - Poblacion I - Poblacion II - Poblacion III - Poblacion IV - Rosario - Sugcong - Talogtog - Tulnac - Villegas |